# 20 février aux Jeux olympiques d'hiver de 2014
Pour un article plus général, voir Jeux olympiques d'hiver de 2014.
Le jeudi 20 février aux Jeux olympiques d'hiver de 2014 est le quinzième jour de compétition.

## Programme
| Heure UTC+4 (Sotchi)                          |               |
| bleu                                          | Cérémonie     |
| neutre                                        | Épreuve       |
| or                                            | Finale        |
| orange                                        | Petite finale |
| rose                                          | Reporté       |
| gris                                          | Annulé        |
| Compétition masculine                         | Hommes        |
| Compétition féminine                          | Femmes        |
| Compétition mixte (hommes et femmes mélangés) | Mixte         |
| Compétition en couple (1 homme et 1 femme)    | Couple        |
| modifier                                      |               |

| Horaire | Discipline Spécialité | Discipline Spécialité                             | Discipline Spécialité | Phase                 | Résultats                                                 | Références |
| ------- | --------------------- | ------------------------------------------------- | --------------------- | --------------------- | --------------------------------------------------------- | ---------- |
| 11:45   |                       | Ski acrobatique Ski cross                         | Compétition hommes    | Qualification         | -                                                         | -          |
| 12:00   |                       | Combiné nordique Par équipes Grand Tremplin       | Compétition hommes    | Manche de compétition | -                                                         | -          |
| 12:30   |                       | Curling Match pour la médaille de bronze          | Compétition femmes    | Petite finale         | 6-5                                                       | -          |
| 13:30   |                       | Ski acrobatique Ski cross                         | Compétition hommes    | Finale                | Jean-Frédéric Chapuis · Arnaud Bovolenta · Jonathan Midol | -          |
| 15:00   |                       | Combiné nordique Par équipes 4 x 5 km             | Compétition hommes    | Finale                | Norvège · Allemagne · Autriche                            | -          |
| 16:00   |                       | Hockey sur glace Match pour la médaille de bronze | Compétition femmes    | Petite finale         | 3-4                                                       | [ 1 ]      |
| 17:30   |                       | Curling                                           | Compétition femmes    | Finale                | 3-6                                                       | -          |
| 18:30   |                       | Ski acrobatique Half-pipe                         | Compétition femmes    | Qualification         | -                                                         | -          |
| 19:00   |                       | Patinage artistique Programme libre               | Compétition femmes    | Finale                | Adelina Sotnikova · Yuna Kim · Carolina Kostner           | -          |
| 21:00   |                       | Hockey sur glace Match pour la médaille d'or      | Compétition femmes    | Finale                | 2-3                                                       | [ 2 ]      |
| 21:30   |                       | Ski acrobatique Half-pipe                         | Compétition femmes    | Finale                | Maddie Bowman · Marie Martinod · Ayana Onozuka            | -          |

## Médailles du jour
| Rang  | Nation          | Or | Argent | Bronze | Total |
| ----- | --------------- | -- | ------ | ------ | ----- |
| 1     | Canada          | 2  | 0      | 0      | 2     |
| 2     | France          | 1  | 2      | 1      | 4     |
| 3     | États-Unis      | 1  | 1      | 0      | 2     |
| 4     | Norvège         | 1  | 0      | 0      | 1     |
| -     | Russie          | 1  | 0      | 0      | 1     |
| 6     | Allemagne       | 0  | 1      | 0      | 1     |
| -     | Suède           | 0  | 1      | 0      | 1     |
| -     | Corée du Sud    | 0  | 1      | 0      | 1     |
| 9     | Grande-Bretagne | 0  | 0      | 1      | 1     |
| -     | Suisse          | 0  | 0      | 1      | 1     |
| -     | Japon           | 0  | 0      | 1      | 1     |
| -     | Italie          | 0  | 0      | 1      | 1     |
| -     | Autriche        | 0  | 0      | 1      | 1     |
| Total | Total           | 6  | 6      | 6      | 18    |